# Turfven
Het Turfven is een ven in het Ophovenerbos op het Kempens Plateau in de Belgische gemeente Opglabbeek. Het is ontstaan door zandverstuivingen en wordt uitsluitend gevoed door regenwater. Archeologisch onderzoek heeft aangetoond dat de podzolbodem uit de omgeving van het Turfven belangrijk patrimonium bevat uit de Steentijd. Het veen dat zich in de bodem van het Turfven gevormd heeft werd vroeger ontgonnen en gebruikt als brandstof (turf).
Het Turfven is gelegen in het natuurgebied Duinengordel, en eenvoudig toegankelijk via het wandel- en fietsroutenetwerk.